# Timolftaleina
La timolftaleina è un indicatore. A temperatura ambiente si presenta come un solido bianco dall'odore tenue.
Viene utilizzata, in soluzione alcolica all'1%, nelle pratiche di laboratorio come indicatore cromatico per le titolazioni acido-base. Il pH di viraggio è compreso tra i valori 9,3-10,5; infatti in una soluzione con un valore di pH che precede il punto di viraggio è incolore mentre, superato il valore del punto di viraggio è blu.